# Aripiprazol
O aripiprazol (Abilify) é um medicamento antipsicótico que atua como agonista parcial em vários receptores diferentes na superfície das células nervosas do cérebro, especialmente na estimulação dos receptores dopaminérgicos e, em menor grau, sobre os receptores serotoninérgicos (como o 5HT1A). Isto interrompe o sinal transmitido entre as células do cérebro pelos neurotransmissores.
O aripiprazol actua principalmente como agonista parcial dos receptores para os neurotransmissores dopamina e 5-hidroxitriptamina (também denominada serotonina). Isto significa que o aripiprazol actua como a dopamina e a 5-hidroxitriptamina activando estes receptores, mas de forma menos intensa do que os neurotransmissores. Uma vez que se acredita que a dopamina e a 5-hidroxitriptamina estão envolvidas na esquizofrenia e na perturbação bipolar, o aripiprazol pode ajudar a normalizar a actividade cerebral, podendo reduzir os sintomas psicóticos ou maníacos e podendo evitar o seu reaparecimento.

## Usos médicos
Aripiprazol é utilizado principalmente para o tratamento da esquizofrenia ou distúrbio bipolar.

## Depressão maior
O aripiprazol é um eficaz adicionamento no tratamento para transtorno depressivo maior.  No entanto, há uma maior taxa de efeitos secundários, tais como ganho de peso e distúrbios do movimento .   O benefício geral é pequena a moderada. O aripiprazol pode interagir com alguns antidepressivos, especialmente SSRIs . Há interacções com a fluoxetina e paroxetina e interacções com menores sertralina , escitalopram , citalopram e fluvoxamina , que inibem CYP2D6 , para o qual é um substrato de aripiprazol.  Inibidores da CYP2D6 aumentar as concentrações de aripiprazol a 2-3 vezes o nível normal.

## Autismo
Dados de curto prazo (8 semanas) mostra reduzida irritabilidade, hiperatividade e estereotipia.  Os efeitos adversos incluíram ganho de peso, sonolência, salivação excessiva e tremores. Os resultados a longo prazo não são claros.

## Transtorno obsessivo compulsivo
Uma revisão sistemática de 2014 concluiu que adicionar terapia com baixa dose de aripiprazol é um tratamento eficaz para transtorno obsessivo-compulsivo que não melhoram com SSRIs sozinho.  A conclusão foi baseada nos resultados de dois ensaios, relativamente pequenas de curta duração, cada um dos quais demonstrou melhorias nos sintomas.

## Efeitos colaterais
As reações adversas mais comuns em pacientes adultos em estudos clínicos (≥ 10%) foram náusea, vômito, constipação, cefaleia, vertigem, acatisia, ansiedade, insônia e inquietação.
Os eventos adversos durante a exposição foram obtidos por meio da coleta voluntária de eventos adversos, bem como resultados de exames físicos, sinais vitais, pesos, análises laboratoriais e ECG.
As frequências declaradas das reações adversas representam a proporção de indivíduos que apresentaram no mínimo uma vez o evento adverso emergente do tratamento do tipo listado. Um evento foi considerado emergente do tratamento se ocorreu pela primeira vez ou piorou enquanto o paciente recebia a terapia após a avaliação da linha basal. Não se procurou utilizar as avaliações de causalidade segundo o investigador, ou seja, todos os eventos que atendiam aos critérios, independentemente da causalidade segundo o investigador, foram incluídos.
As reações adversas são relatadas ao longo desta seção. São eventos adversos que foram considerados razoavelmente associados ao uso de aripiprazol (reações medicamentosas adversas), com base na avaliação abrangente das informações disponíveis sobre o evento adverso. Uma associação causal com aripiprazol geralmente não pode ser estabelecida com segurança em casos individuais.
Os valores nas tabelas e tabulações não podem ser utilizados para prever a incidência de efeitos colaterais no decorrer da prática médica normal, em que características do paciente e outros fatores diferem daqueles que prevaleceram em estudos clínicos. De forma semelhante, as frequências mencionadas não podem ser comparadas aos valores obtidos a partir de outras investigações clínicas envolvendo outros tratamentos, utilizações e investigadores. No entanto, os valores mencionados de fato fornecem ao médico responsável pela prescrição algum fundamento para a estimativa da contribuição relativa de fatores medicamentosos e não medicamentosos à incidência de reações adversas na população estudada.